# Mogilno
Mogilno là một thị trấn thuộc huyện Mogileński, tỉnh Kujawsko-Pomorskie ở trung-bắc Ba Lan. Thị trấn có diện tích 9 km². Đến ngày 1 tháng 1 năm 2011, dân số của thị trấn là 12290 người và mật độ 1477 người/km².